# Eleições legislativas regionais nos Açores em 1988
As eleições legislativas regionais nos Açores em 1988, também designadas eleições para a Assembleia Legislativa da Região Autónoma dos Açores, realizaram-se a 9 de outubro e delas resultou a vitória do Partido Social Democrata (PPD/PSD), liderado por João Bosco Mota Amaral.
A campanha eleitoral para as legislativas regionais nos Açores decorreu de 23 de setembro a 7 de outubro.
A abstenção foi de 41,15%, ou seja, dos 180 214 eleitores recenseados votaram 106 049.

## Partidos
Os partidos e coligações que concorreram às eleições para a Assembleia Legislativa da Região Autónoma dos Açores em 1988 foram os seguintes:
| Sigla | Sigla     | Partido/Coligação                               |
| ----- | --------- | ----------------------------------------------- |
|       | CDS       | Partido do Centro Democrático Social            |
|       | CDU       | Coligação Democrática Unitária                  |
|       | PCTP/MRPP | Partido Comunista dos Trabalhadores Portugueses |
|       | PDA       | Partido Democrático do Atlântico                |
|       | PDC       | Partido da Democracia Cristã                    |
|       | PPD/PSD   | Partido Social Democrata                        |
|       | PPM       | Partido Popular Monárquico                      |
|       | PS        | Partido Socialista                              |
|       | UDP       | União Democrática Popular                       |

## Resultados
Resultados regionais apurados pela Comissão Nacional de Eleições.
| Partido                                     | Partido         | Candidato              | Votos   | Votos (%) | Votos (±) | Assentos | Assentos (%) | Assentos (±) |
| ------------------------------------------- | --------------- | ---------------------- | ------- | --------- | --------- | -------- | ------------ | ------------ |
|                                             | PPD/PSD         | João Bosco Mota Amaral | 51 503  | 48,57%    | −7,85%    | 26       | 50,98%       | −2           |
|                                             | PS              | -                      | 37 625  | 35,48%    | +11,25%   | 22       | 43,14%       | +9           |
|                                             | CDS             | -                      | 7 472   | 7,05%     | −0,87%    | 2        | 3,92%        | 0            |
|                                             | CDU(a)          | -                      | 4 053   | 3,82%     | +3,82%    | 1        | 1,96%        | +1           |
|                                             | PDA             | -                      | 1 409   | 1,33%     | +1,33%    | 0        | 0%           | 0            |
|                                             | UDP             | -                      | 815     | 0,77%     | −0,44%    | 0        | 0%           | 0            |
|                                             | PDC             | -                      | 470     | 0,44%     | +0,44%    | 0        | 0%           | 0            |
|                                             | PCTP/MRPP       | -                      | 439     | 0,41%     | −0,31%    | 0        | 0%           | 0            |
|                                             | PPM             | -                      | 162     | 0,15%     | +0,11%    | 0        | 0%           | 0            |
| Totais                                      | Totais          | Totais                 | 103 948 |           |           | 51       |              |              |
| Votos em Branco                             | Votos em Branco | Votos em Branco        | 890     | 0,84%     | −0,01%    |          |              |              |
| Votos Nulos                                 | Votos Nulos     | Votos Nulos            | 1 211   | 1,14%     | −0,63%    |          |              |              |
| Participação                                | Participação    | Participação           | 106 049 | 58,85%    | −3,5%     |          |              |              |
| ↑(a) PCP e MEP/PV concorreram em coligação. |                 |                        |         |           |           |          |              |              |
| Fonte: Comissão Nacional de Eleições        |                 |                        |         |           |           |          |              |              |

## Resultado por ilha

Deputados eleitos por círculo eleitoral

|             | %       | D       | %    | D  | %    | D   | %    | D   | %   | D   |    |
| Ilha        | PPD/PSD | PPD/PSD | PS   | PS | CDS  | CDS | CDU  | CDU | PDA | PDA | D  |
| ----------- | ------- | ------- | ---- | -- | ---- | --- | ---- | --- | --- | --- | -- |
| Corvo       | 41,6    | 1       | 47,9 | 1  | 2,5  | -   | 5,5  | -   | -   | -   | 2  |
| Faial       | 46,8    | 2       | 37,4 | 2  | 7,8  | -   | 6,0  | -   | -   | -   | 4  |
| Flores      | 31,0    | 1       | 23,0 | 1  | 16,0 | -   | 27,5 | 1   | 0,0 | -   | 3  |
| Graciosa    | 61,9    | 2       | 34,0 | 1  | 1,1  | -   | 0,6  | -   | -   | -   | 3  |
| Pico        | 47,9    | 2       | 42,1 | 2  | 5,1  | -   | 2,5  | -   | -   | -   | 4  |
| Santa Maria | 44,2    | 1       | 48,6 | 2  | -    | -   | 1,5  | -   | 1,8 | -   | 3  |
| São Jorge   | 55,0    | 2       | 24,3 | 1  | 18,5 | 1   | 0,7  | -   | -   | -   | 3  |
| São Miguel  | 52,4    | 11      | 32,1 | 7  | 3,8  | -   | 4,1  | -   | 2,7 | -   | 18 |
| Terceira    | 41,3    | 4       | 41,6 | 5  | 11,6 | 1   | 2,2  | -   | -   | -   | 10 |
| TOTAL       | 48,6    | 26      | 35,5 | 22 | 7,1  | 2   | 3,8  | 1   | 1,3 | -   | 51 |